# Rio Aiviekste
O Aiviekste é um rio da Letônia. É efluente do lago Lubāns (o maior lago da Letónia) e drena para o rio Daugava (o maior rio da Letónia). O Aiviekste é o maior afluente do Daugava na Letónia. O Aiviekste, juntamente com o rio Pededze, faz a fronteira entre Vidzeme e Latgale.

## Tributários
- Rio Pededze
- Rio Balupe